# British Board of Film Classification
De British Board of Film Classification, afgekort BBFC, is een Brits systeem om de inhoud van films en tot augustus 2009 ook sommige videospellen te etiketteren.
In 1912 werd de BBFC opgericht onder de naam British Board of Film Censors. In 1984 werd de naam veranderd naar de huidige naam. Vanaf dit moment werden door het bedrijf niet alleen films in bioscopen beoordeeld, maar ook films die thuis bekeken worden.
De huidige president van BBFC, Sir Quentin Thomas, bezit deze titel sinds 1 augustus 2002. De directeur is David Cooke, sinds 20 september 2004.

## Symbolen
| Symbool | Naam              | Definitie |
| ------- | ----------------- | --- |
| U       | Universal         | Voor alle leeftijden. |
| PG      | Parental Guidance | Voor alle leeftijden, maar sommige scènes kunnen ongeschikt zijn voor kinderen onder de 8 jaar.                                                            |
| 12A     | 12A               | Kan ongeschikt zijn voor kinderen onder de 12 jaar. Kinderen onder de 12 mogen alleen kijken wanneer een volwassene hen begeleidt (alleen in de bioscoop). |
| 12      | 12                | Alleen geschikt voor kinderen van 12 jaar en ouder. |
| 15      | 15                | Alleen geschikt voor kinderen van 15 jaar en ouder. |
| 18      | 18                | Alleen geschikt voor volwassenen. Films met deze classificatie worden niet verhuurd/verkocht aan mensen jonger dan 18 jaar.                                |
| R18     | Restricted 18     | Alleen voor volwassenen. Mag alleen vertoond worden in bioscopen met de juiste licentie en verkocht worden in seksshops aan mensen ouder dan 18.           |

## Trivia
- In 2016 werd uit protest de film Paint Drying geproduceerd waardoor medewerkers van de British Board of Film Classification verplicht naar een meer dan 10 uur durende film van drogende verf moesten kijken.